# Torneo Internazionale Calcio Giovanile Città di Abano Terme
Il Torneo Internazionale Calcio Giovanile Città di Abano Terme è un torneo calcistico giovanile internazionale, riservato agli Under 14, che si svolge ad Abano Terme, a partire dal 1991, in primavera.
È patrocinato dalla FIGC.
Il Torneo Internazionale Città di Abano Terme, si qualifica quale primo Torneo Internazionale di calcio giovanile categoria esordienti del panorama calcistico europeo.
La squadra più titolata del torneo è l'Inter con 6 edizioni conquistate.

## Storia
Nato nel 1991, nel 1995, ha assunto la denominazione attuale. Le edizioni 2015 e 2016, sono state quelle con il più alto numero di squadre partecipanti, ovvero 24.
Nel 2017, il torneo ha rischiato di essere sospeso, a causa delle problematiche legate al Comune di Abano Terme. Tuttavia nel maggio dello stesso anno, la Città di Abano Terme in collaborazione con la ONLUS G.E.N.C. (Gruppo Ex Neroverdi Calcio), hanno annunciato che il torneo si disputerà con un format ridotto da 24 squadre divise in 8 gironi a 16 squadre divise in 4 gironi.
Dopo tre anni di stop forzato a causa della pandemia da COVID-19, il torneo riprende nel 2023 organizzato dalla Vitus Abano A.S.D. in collaborazione con la Città di Abano Terme e con la ONLUS L’orto di Marco.

## Albo d'oro

### Edizioni vinte per club
| Squadra          | Vittorie | Anni delle vittorie                |
| ---------------- | -------- | ---------------------------------- |
| Inter            | 6        | 1998, 2004, 2005, 2010, 2013, 2015 |
| Atalanta         | 3        | 1996, 1999, 2003                   |
| Roma             | 3        | 1994, 1997, 2001                   |
| Lazio            | 2        | 1993, 1995                         |
| Vicenza          | 2        | 1991, 2009                         |
| Flamengo         | 2        | 2023, 2024                         |
| Bayer Leverkusen | 1        | 2011                               |
| Benfica          | 1        | 2012                               |
| Chievo           | 1        | 2017                               |
| Empoli           | 1        | 2002                               |
| Fiorentina       | 1        | 2016                               |
| Padova           | 1        | 1992                               |
| Parma            | 1        | 2000                               |
| Torino           | 1        | 2007                               |
| Valencia         | 1        | 2018                               |
| Villarreal       | 1        | 2008                               |

### Edizioni vinte per Paese
| Nazione    | Vittorie |
| ---------- | -------- |
| Italia     | 22       |
| Spagna     | 2        |
| Brasile    | 1        |
| Germania   | 1        |
| Portogallo | 1        |